# Sphaerodactylus randi
Sphaerodactylus randi es una especie de geco del género Sphaerodactylus, familia Sphaerodactylidae, orden Squamata. Fue descrita científicamente por Shreve en 1968.

## Descripción
La longitud hocico-respiradero en machos y hembras es de 31 y 32 milímetros respectivamente.

## Distribución
Se distribuye por República Dominicana.